# Caminhada quântica

Caminhada quântica criada usando a moeda Hadamard é plotada (laranja) versus uma caminhada clássica (azul) após 50 passos de tempo.

Em computação quântica, caminhada quântica ou passeio quântico é uma ferramenta para a construção de algoritmos quânticos que se mostrou ser um modelo universal de computação quântica. Caminhadas quânticas são equivalentes quânticas de cadeias de Markov. Analogamente à caminhada aleatória clássica, onde o estado atual do caminhante é descrito por uma distribuição de probabilidade sobre as posições, o caminhante (em uma caminhada quântica) está em uma superposição de posições. Além das aplicações algoritmicas, as caminhadas servem como plataformas para investigar questões fundamentais relacionadas as aspectos topológicos.